# Rio Ieuá
Ieuá ou Euá (em iorubá: Yèwá) é um rio transfronteiriço compartilhado pelo Benim e a Nigéria. Sua bacia possui área total de 5 000 quilômetros quadrados e está localizada dentro da zona de clima tropical da África Ocidental influenciada pela massas de ar tropicais continental e marítima. Próximo de suas margens ficam várias localidades de pescadores artesanais como Atã, Ilaró, Adó-Odó, Apamu, Igunu Acabó e Badagri oriundos das tribos auoris, eguns, ijaus e ilajés.
O rio é conhecido pelas atividades madeireiras e de mineração de areia, que junto da pesca, tornam o Ieuá economicamente interessante a seus habitantes. Ele é habitado por várias plantas e seu biota inclui junças (cípero articulado e papiro e páspalo), samambaias (acróstico, marsílea, ciclosoro e ceratópleris) e as palmeiras (pandano, ráfia e fênix). Os riachos de Atã e Ilaró, no norte, são as principais fontes do Ieuá, enquanto são drenados pelo riacho de Badagri da Nigéria ou o riacho de Porto Novo no Benim para desaguar no oceano Atlântico através do porto de Lagos.